# Carom Café
Das Carom Café ist ein Billardsalon und internationaler Turnierveranstaltungsort in Flushing, Queens, New York City.

## Geschichte
Gegründet wurde die Sportstätte im Jahr 2000 vom Welt- und US-Meister Sang Chun Lee und seinem Freund und Geschäftspartner Michael Kang, der ebenfalls ein erfolgreicher Dreibandspieler ist. Mit ca. 2.800 m² dürfte sie eine der größten Karambolage-Billard-Hallen der Welt sein. Der Salon betreibt alleine 11 Karambolagetische im Turnierformat. Seit den Verhoeven Open 2017 wurde die Anzahl der Karambolage-Tische auf 14 erhöht.
Im Jahr 2005 wurde das internationale Dreiband-Turnier Sang Lee International Open (SLIO) zum Gedenken an den im Oktober 2004 verstorbenen Lee von seiner Frau Ira Lee initiiert und bis 2008 jährlich durch die United States Billiard Association (USBA) als Mitglied der Union Mondiale de Billard ausgerichtet.  Aufgrund der Teilnehmerzahl von 96, des echten „Open“-Status und seines hohen Preisgeldes (2008: gesamt 125.000 US$, Sieger 25.000 US$) war es eines der größten und renommiertesten Turniere auf Weltniveau.
Nach einer vierjährigen Pause wurde das Turnier 2012 unter dem neuen Namen Verhoeven Open Tournament von Cindy Lee neu aufgelegt. Promoter ist die Firma „Dragon Promotions“, deren CEO Cindy Lee seit 2005 ist. Sie ist nicht mit Sang Lee verwandt.
2017 wurde das Turnier erstmals mit einer Rekordbeteiligung von 138 Spielern ausgetragen.
Das Café hat sich auch der Förderung des Behindertensportes verschrieben, so wird dort wöchentlich ein Handicapped Dreiband-Turnier ausgerichtet.
Eine kleinere, aber nicht unwichtige Rolle spielt das Poolbillard und Snooker. Auch in diesen Disziplinen werden dort nationale Turniere abgehalten. Das Café ist ein von der USBA anerkannter und offizieller Austragungsort. So erhalten die US-Spieler, die an den Verhoeven Open etc. teilnehmen, Ranglistenpunkte für die nationale Wertung.